# الانتخابات الرئاسية القرغيزية 2017
عُقدت الانتخابات الرئاسية في قيرغيزستان بتاريخ 15 أكتوبر عام 2017. لم يُسمح للرئيس المنهية ولايته ألمازبيك أتامباييف بالترشح مجدداً لأن الدستور يحدد مدة الفترة الرئاسية بستة سنوات ولمرة واحدة. تشير النتائج الأولية إلى فوز سورونباي جينبيكوف من الحزب الديمقراطي الاشتراكي بأكثر من 50% من الأصوات متجنباً جولة الإعادة. تم الإعلان عن النتائج الرسمية يوم 18 أكتوبر، وسيُنصّب جينبيكوف رئيساً للبلاد يوم 4 ديسمبر من نفس العام.

## خلفية
بدايةً كان من المقرر إجراء الانتخابات يوم الأحد من الأسبوع الثالث لشهر نوفمبر (19 نوفمبر 2017)، ولكن غُيّر التاريخ بسبب انتهاء فترة أتامباييف الرئاسية يوم 1 ديسمبر، وهو ما دفع نواب المعارضة في المجلس الأعلى للمطالبة بتقديم التاريخ، لإفساح المجال لعقد لدورة ثانية محتملة وإقامة احتفال التنصيب قبل يوم 1 ديسمبر، وهو ما يمنع وقوع تضارب قانوني. أعلن أتامباييف في 29 مايو 2017 عن تقديم موعد الانتخابات ليصبح في 15 أكتوبر من نفس العام.
أجري استفتاء لتعديلات دستورية في شهر ديسمبر من عام 2016، هدف لإعطاء صلاحيات أكبر لرئيس الوزراء وتم إقرارها بعد قبول نسبة 80% من الناخبين بالتعديلات.
سُجِل ما مجموعه 773 مراقباً دولياً من 59 بلداً و 44 منظمة دولية لمراقبة الانتخابات، وهو ما لوحظ لتفرده في منطقة آسيا الوسطى: كونه أول تغيير للرئيس دون وفاته أو نتيجة قيام ثورة، ولأن نتائج الانتخابات لم تكن معروفةً بشكل مسبق.

## النظام الانتخابي
يُنتخب رئيس قيرغيزستان باستخدام نظام الاقتراع على دورتين. انتهت جميع الانتخابات الرئاسية في البلاد دون إجراء دورة ثانية منذ حصول قيرغيزستان على استقلالها من الاتحاد السوفيتي. تُحدد ولاية الرئيس بست سنوات بموجب دستور 2010. دون إمكانية إعادة انتخابه.
كان عدد المواطنين القيرغيزيين المؤهلين للتصويت قبل عقد الانتخابات 2,143,525. وجرى تعديل هذا الرقم لاحقاً ليصل إلى 3,025,770. ومنهم تأهل 22,281 شخصاً للتصويت قبل يوم واحد (14 أكتوبر) من الموعد الرسمي، لأنهم كانوا في المستشفى أو مسجونين، أو لم يتمكنوا من زيارة مراكز الاقتراع بسبب سوء الحالة الصحية، أو لأنهم يعيشون في مناطق نائية.

## النتائج
فاز مرشح الحزب الحاكم سورونباي جينبيكوف بالانتخابات بأكثر من 50% من الأصوات. سيُنصّب جينبيكوف يوم 4 ديسمبر في حال التوافق على النتائج، وتنتهي المدة الرئاسية لألمازبيك أتامباييف في نفس يوم التنصيب. منح مراقبو الانتخابات من منظمة الأمن والتعاون في أوروبا تقريراً «إيجابي عموماً» فيما يتعلق بنزاهة الانتخابات، ولكنهم أشاروا إلى مخاوف تتعلق «بإساءة استخدام الموارد العامة والضغط على الناخبين وشراء الأصوات». فيما لم يُسجلوا حوادث محددة لانتهاكات.
| المرشح                                                             | الحزب                         | الأصوات   | %     |
| ------------------------------------------------------------------ | ----------------------------- | --------- | ----- |
| سورونباي جينبيكوف                                                  | الحزب الديمقراطي الاشتراكي    | 925,361   | 54.74 |
| عمر بيك بابانوف                                                    | مستقل                         | 569,697   | 33.70 |
| آداخان مادوماروف                                                   | قيرغيزستان المتحدة            | 110,652   | 6.55  |
| تيمير سارييف                                                       | الصقر الأبيض                  | 43,457    | 2.57  |
| تالات بك ماساديكوف                                                 | مستقل                         | 10,829    | 0.64  |
| أولوكبيك كوشكوروف                                                  | مستقل                         | 8,517     | 0.50  |
| عظيم بك بيكنازاروف                                                 | مستقل                         | 2,758     | 0.16  |
| أرستان بك عبديلداييف                                               | مستقل                         | 2,021     | 0.12  |
| أرسلان بك مالييف                                                   | مستقل                         | 1,623     | 0.10  |
| إرنيس زارليكوف                                                     | مستقل                         | 1,561     | 0.09  |
| توكتايم اوميتاليفا                                                 | مستقل                         | 1,475     | 0.09  |
| ضد الجميع                                                          | ضد الجميع                     | 12,387    | 0.73  |
| أصوات فارغة/باطلة                                                  | أصوات فارغة/باطلة             | 18,976    | –     |
| المجموع                                                            | المجموع                       | 1,690,338 | 100   |
| الأصوات المسجلة/معدل المشاركة                                      | الأصوات المسجلة/معدل المشاركة | 3,025,770 | 55.93 |
| المصدر: اللجنة الانتخابية المركزية (نسبة 100% من الأصوات جرى عدها) |                               |           |       |